# 米特费尔斯
米特费尔斯是德国巴伐利亚州的一个市镇。总面积14.23平方公里，总人口2433人，其中男性1170人，女性1263人（2011年12月31日），人口密度171人/平方公里。